# New Maps of Hell
New Maps of Hell è il quattordicesimo album in studio del gruppo musicale statunitense Bad Religion, pubblicato il 10 luglio 2007 dalla Epitaph Records.

## Descrizione
New Maps of Hell è il terzo album pubblicato dopo il ritorno alla Epitaph Records, la loro casa discografica originaria, di proprietà del chitarrista Brett Gurewitz. Il nuovo album avrebbe dovuto essere registrato nel 2006 ma alcuni ritardi e la realizzazione da parte del frontman, Greg Graffin, del suo secondo album solista Cold as the Clay, hanno fatto slittare la data d'uscita.
Nel 2008 è stata commercializzata un'edizione deluxe dell'album, contenente sette bonus track acustiche eseguite dal cantante Greg Graffin.

## Tracce
1. 52 Seconds
2. Heroes and Martyrs
3. Germs of Perfection
4. New Dark Ages
5. Requiem for Dissent
6. Before You Die
7. Honest Goodbye
8. Dearly Beloved
9. Grains of Wrath
10. Murder
11. Scrutiny
12. Prodigal Son
13. The Grand Delusion
14. Lost Pilgrim
15. Submission Complete
16. Fields of Mars

Tracce bonus nell'edizione deluxe
1. Won't Somebody
2. Adam's Atoms
3. Sorrow
4. God Song
5. Dearly Beloved
6. Chronophobia
7. Skyscraper

## Formazione
- Greg Graffin – voce
- Brett Gurewitz – chitarra
- Brian Baker – chitarra
- Greg Hetson – chitarra
- Jay Bentley – basso
- Brooks Wackerman – batteria